# Meleg Al meleg vízitúrája
A Meleg Al meleg vízitúrája (Big Gay Al's Big Gay Ride) a South Park című rajzfilmsorozat negyediik része (az 1. évad 4. epizódja). Elsőként 1997. szeptember 3-án sugározták az Egyesült Államokban. Ez volt a sorozat történetében az első olyan rész, melyet Emmy-díj-jelöltek, emellett az epizód 1998-ban a melegek ábrázolásával foglalkozó GLAAD Media Award jelölését is megkapta. Az epizódban szinkronszerepet vállalt George Clooney színész, aki Stan Marsh kutyájának, Sparkynak a hangját kölcsönözte.

## Cselekmény
Stan Marsh kutyája, Csibész (az eredeti sorozatban Sparky) egy nap követi a gyerekeket a buszmegállóba, Stan és Cartman pedig vitatkozni kezd arról, hogy melyik kutya a legveszélyesebb South Parkban. Ám amikor bebizonyosodik, hogy Stan kutyája meleg, társai gúnyolni kezdik Stant, aki mindent megtesz, hogy „megváltoztassa” kutyáját, sikertelenül. Tanácsot kér Mr. Garrisontól, aki viszont ironikus módon (mivel nyilvánvaló, hogy ő is a saját neméhez vonzódik, de ezt vehemensen tagadja) homofób nézeteket vall és kirohanást intéz a melegek ellen. Stan a Jézus és a haverok című betelefonálós műsort is felhívja, hogy magától Jézustól kapjon választ a melegek valódi természetéről, de itt sem jár eredménnyel. Sparky, meghallva gazdája panaszkodását, elszökik és Meleg Al meleg állatmenhelyében talál menedéket.
Ezalatt a gyerekek egy rögbibajnokságra készülnek, Séf bácsi segítségével. Látva unokaöccse, Stan játékát az edzésen, Jimbo Kern és annak barátja, Ned Gerblansky nagy összeggel fogad a hazai csapatra (arra, hogy kevesebb, mint 72 ponttal fognak veszíteni). Példáját követve az összes South Park-i a saját csapatára fogad, de megfenyegetik Jimbót, hogy pórul jár, ha miatta elveszítik pénzüket. Szorult helyzetében Jimbo és Ned felkeres egy bombaszakértőt, hogy egy hangérzékeny robbanószerkezettel felrobbantsák az ellenfél csapatát – a vetélytársak kabalájához erősített bomba a terv szerint akkor aktivizálódik, amikor a meccs szünetében fellépő énekes, Ricky Martin öccse (az angol nyelvű változatban John Stamos színész testvére) kiénekel egy bizonyos hangot. Azonban a meccs napján az énekes nem tudja kiénekelni a hangot, így Jimbóék terve nem válik be.
Az aggódó Stan a mérkőzés helyett inkább elindul, hogy megkeresse kutyáját. El is jut Meleg Al állatmenhelyére, ahol az egy „meleg túrán” bemutatja neki a melegek szemszögéből a világot. Stan ezután elfogadja kutyája másságát és hazasiet a mérkőzésre, melyen a South Park-i csapat vesztésre áll. Még éppen idejében szereznek egy touchdown-t, így „csupán” 73-6 arányban veszítenek. A játék utáni interjúban Stan beszél a melegek elfogadásáról és elvezeti az embereket az állatmenhelyhez, de az addigra már titokzatos módon eltűnt. Az epizód legvégén Ricky Martin öccse visszatér, hogy bizonyítsa, képes kiénekelni a korábban elrontott hangot – ezzel beindítja a bombát és felrobbantja az ellenfél kabaláját.

## Kenny halála
- Kenny McCormickot az ellenfél játékosai tépik szét a meccs folyamán.

## Fogadtatás
Az IGN pozitív, 10-ből 8,4 pontos értékelést adott az epizódnak, a következő indoklással: „Számos nagyszerű pillanat van ebben a részben; Itt van Jézus, aki műsorában arra készül, hogy a homoszexualitás kérdésével kapcsolatos véleményét megossza – de váratlanul félbeszakítják a műsort. Aztán Mr. Garrison, a »nyilvánvalóan« meleg tanár, aki elmagyarázza, hogy a melegek gonoszak és a velejükig romlottak.”